# Cerulean (Kentucky)
Cerulean es un lugar designado por el censo ubicado en el condado de Trigg en el estado estadounidense de Kentucky. En el Censo de 2010 tenía una población de 314 habitantes y una densidad poblacional de 47,28 personas por km².

## Geografía
Cerulean se encuentra ubicado en las coordenadas 36°57′5″N 87°42′52″O / 36.95139, -87.71444. Según la Oficina del Censo de los Estados Unidos, Cerulean tiene una superficie total de 6.64 km², de la cual 6.61 km² corresponden a tierra firme y (0.39%) 0.03 km² es agua.

## Demografía
Según el censo de 2010, había 314 personas residiendo en Cerulean. La densidad de población era de 47,28 hab./km². De los 314 habitantes, Cerulean estaba compuesto por el 58.6% blancos, el 35.67% eran afroamericanos, el 0% eran amerindios, el 0% eran asiáticos, el 0.32% eran isleños del Pacífico, el 0% eran de otras razas y el 5.41% pertenecían a dos o más razas. Del total de la población el 1.59% eran hispanos o latinos de cualquier raza.